# Czyżówek
Czyżówek (Duits: Gräflich Zeisau) is een dorp in de Poolse woiwodschap Lubusz. De plaats maakt deel uit van de gemeente Iłowa en telt 590 inwoners.